# Poecilopsetta macrocephala
Poecilopsetta macrocephala is een straalvinnige vissensoort uit de familie van schollen (Pleuronectidae). De wetenschappelijke naam van de soort is voor het eerst geldig gepubliceerd in 2001 door Hoshino, Amaoka & Last.